# Michiharu Sugimoto
Michiharu Sugimoto (杉本 倫治 Sugimoto Michiharu?, nacido el 17 de junio de 1981 en Nara) es un exfutbolista japonés. Jugaba de centrocampista y su último club fue el Yokohama FC de Japón.

## Trayectoria

### Clubes
| Club           | País  | Año         |
| -------------- | ----- | ----------- |
| Cerezo Osaka   | Japón | 2000 - 2003 |
| Ventforet Kofu | Japón | 2003        |
| Yokohama FC    | Japón | 2004 - 2005 |